# 新宿区議会
新宿区議会（しんじゅくくぎかい）は、東京都新宿区の地方議会。

## 概要
- 定数：38人
- 任期：2023年5月1日 - 2027年4月30日
- 選挙区：区全体を1選挙区とする大選挙区制（単記非移譲式）
- 議長：樋山真一（自由民主党新宿区議会議員団）
- 副議長：野元明俊（新宿区議会公明党）

## 会派
| 会派名                         | 議席数 | 所属党派            | 議員名                                                                           | 女性議員数 | 女性議員の割合(%) |
| ------------------------------ | ------ | ------------------- | -------------------------------------------------------------------------------- | ---------- | ----------------- |
| 自民・参政クラブ               | 9      | 自由民主党8         | 樋山真一、下村治生、渡辺美智隆、池田大介、渡辺清人、大門幸恵、石川孝一、高阪匡志 | 2          | 22.2              |
| 自民・参政クラブ               | 9      | 参政党1             | 青木仁美                                                                         | 2          | 22.2              |
| 新宿区議会公明党               | 8      | 公明党              | 有馬俊郎、中村真一、野元明俊、豊島淳司、井下田栄一、木本広行、三沢秀子、時光順子 | 2          | 25                |
| 日本共産党新宿区議会議員団     | 7      | 日本共産党          | 沢田あゆみ、近藤奈津子、川村範昭、佐藤佳一、藤原健樹、高月真名、杉山直子         | 4          | 57.1              |
| 新宿未来の会                   | 6      | 国民民主党1         | 金久保奈々子                                                                     | 2          | 33.3              |
| 新宿未来の会                   | 6      | 都民ファーストの会1 | 多苗尚志                                                                         | 2          | 33.3              |
| 新宿未来の会                   | 6      | 無所属4             | 鈴木宏美、伊藤陽平、榎秀隆、野頭健                                               | 2          | 33.3              |
| 立憲民主党・無所属クラブ       | 3      | 立憲民主党2         | 小野裕次郎、山口薫                                                               | 1          | 33.3              |
| 立憲民主党・無所属クラブ       | 3      | 無所属1             | 志田雄一郎                                                                       | 1          | 33.3              |
| 日本維新の会・新宿区議団       | 2      | 日本維新の会        | 古畑匡規、小山田静香                                                             | 1          | 50                |
| 現役世代に優しい新宿・減税の会 | 2      | 立憲民主党1         | 田中ゆきえ                                                                       | 1          | 50                |
| 現役世代に優しい新宿・減税の会 | 2      | 無所属1             | 渡辺康史                                                                         | 1          | 50                |
| れいわ新選組 新宿              | 1      | れいわ新選組        | 沢居恵美                                                                         | 1          | 100               |
| 計                             | 38     |                     |                                                                                  | 14         | 36.8              |

## 議員報酬等
| 役職     | 報酬            | 政務活動費  |
| -------- | --------------- | ----------- |
| 議長     | 月額 94万8000円 | 月額 15万円 |
| 副議長   | 月額 80万9000円 | 月額 15万円 |
| 委員長   | 月額 66万6000円 | 月額 15万円 |
| 副委員長 | 月額 63万6000円 | 月額 15万円 |
| 議員     | 月額 61万9000円 | 月額 15万円 |

※別途、年2回期末手当あり

## 沿革
2019年
- 4月21日 - 新宿区議会議員選挙実施。
- 9月2日 - 新宿区選挙管理委員会は、4月の区議選でNHKから国民を守る党（当時）公認で初当選した松田美樹について、区内での居住実態がないとして当選無効とする決定をしたと発表した。1月24日から約2か月間の水道利用料がゼロだったことや、電気やガスの使用量も極めて少なかったことなどを選管は理由に挙げた[2]。その後、松田は決定取り消しの審査請求をするが、東京都選挙管理委員会は請求を棄却する裁決をした。

2021年
- 2月11日 - 19年の区議会議員選挙に次点で落選した田中憲秀（日本共産党）が死去[3]。
- 4月22日 - 松田が辞職[4]。
- 4月23日 - 松田は最高裁への上告を取り下げ、高裁判決が確定。
- 4月30日 - 区の更正決定選挙会は、田中が死去していたことから、次々点だった浅見民栄（日本共産党）の当選を決定した[5]。
- 6月3日 - 吉住栄郎（自由民主党新宿区議会議員団）が都議会議員選挙に立候補するため辞職。
- 6月25日 - 三雲崇正（立憲民主党・無所属クラブ）が、この日に告示された都議選に立候補したため、自動失職[6]。
- 7月4日 - 東京都議会議員選挙実施。新宿区選挙区では吉住が初当選し、三雲は次点で落選した。

2022年
- 3月17日 - 日本共産党新宿区議会議員団、立憲民主党・無所属クラブ、 社民党新宿区議会議員団 、スタートアップ新宿、ちいさき声をすくいあげる会の5会派は、LGBTなど性的少数者のカップルを自治体が認める「新宿区パートナーシップ及びファミリーシップ届出制度」の条例案を区議会本会議に共同提出。区議会は、賛成13、自由民主党新宿区議会議員団、新宿区議会公明党他反対23で、同条例案を否決した[7]。
- 5月20日 - 依田花蓮（ちいさき声をすくいあげる会）が第26回参議院議員通常選挙への立候補準備のため、同日付で辞職。